# Noronhomys vespuccii
Noronhomys vespuccii, também conhecido como rato de Noronha e "Vespucci's rodent" no inglês, é uma espécie extinta de rato da ilhas de Fernando de Noronha, ao largo do nordeste do Brasil. O explorador italiano Américo Vespúcio pode tê-lo visto durante uma visita a Fernando de Noronha em 1503, mas a espécie posteriormente tornou-se extinta, talvez devido aos ratos e camundongos exóticos introduzidos pelos primeiros exploradores da ilha. Numerosos, porém fragmentados, restos fósseis do animal, de idade incerta, mas provavelmente do Holoceno, foram descobertos em 1973 e descritos em 1999.
N. vespuccii era um roedor relativamente grande, maior que o rato-preto (Rattus rattus). Membro da família Cricetidae e da subfamília Sigmodontinae, compartilha várias características distintas com Holochilus e gêneros relacionados dentro da tribo Oryzomyini, incluindo molares de coroa alta com características de coroa simplificadas e a presença de várias cristas no crânio que ajudam a ancorar os músculos mastigatórios.
Embora um conjunto de características sugira que Holochilus é seu parente mais próximo, ele é distinto em muitos aspectos e, portanto, é classificado em um gênero separado, Noronhomys. Seus parentes próximos, incluindo Holochilus e Lundomys, são adaptados a um estilo de vida semiaquático, passando muito tempo na água, mas características dos ossos de Noronhomys sugerem que ele perdeu esse estilo de vida semiaquático após chegar à sua ilha remota.

## Descoberta e taxonomia
O explorador italiano Américo Vespúcio pode ter visto este animal em sua quarta viagem, que o levou ao Brasil; a carta "Lettera di Amerigo Vespucci delle Isole Nuovamente in Quattro Suoi Viaggi" registrou que ele visitou uma ilha logo ao sul do equador em 10 de agosto de 1503. Nesta ilha, identificada como Fernando de Noronha, ele viu "ratos muito grandes e lagartos com duas caudas, e algumas cobras". A Lettera pretende ser um relato das viagens de Vespúcio, mas é improvável que ele a tenha produzido diretamente, e, além disso, sua quarta viagem pode nunca ter ocorrido. Os detalhes biológicos fornecidos no relato da Lettera sobre Fernando de Noronha correspondem ao que se sabe da história natural da ilha, o que dá peso à visão de que deriva de uma visita, seja do próprio Vespúcio ou de outro explorador. O lagarto é provavelmente Trachylepis atlantica, e o registro de cobras provavelmente se refere a Amphisbaena ridleyi, que na verdade é uma anfisbena em vez de uma cobra.

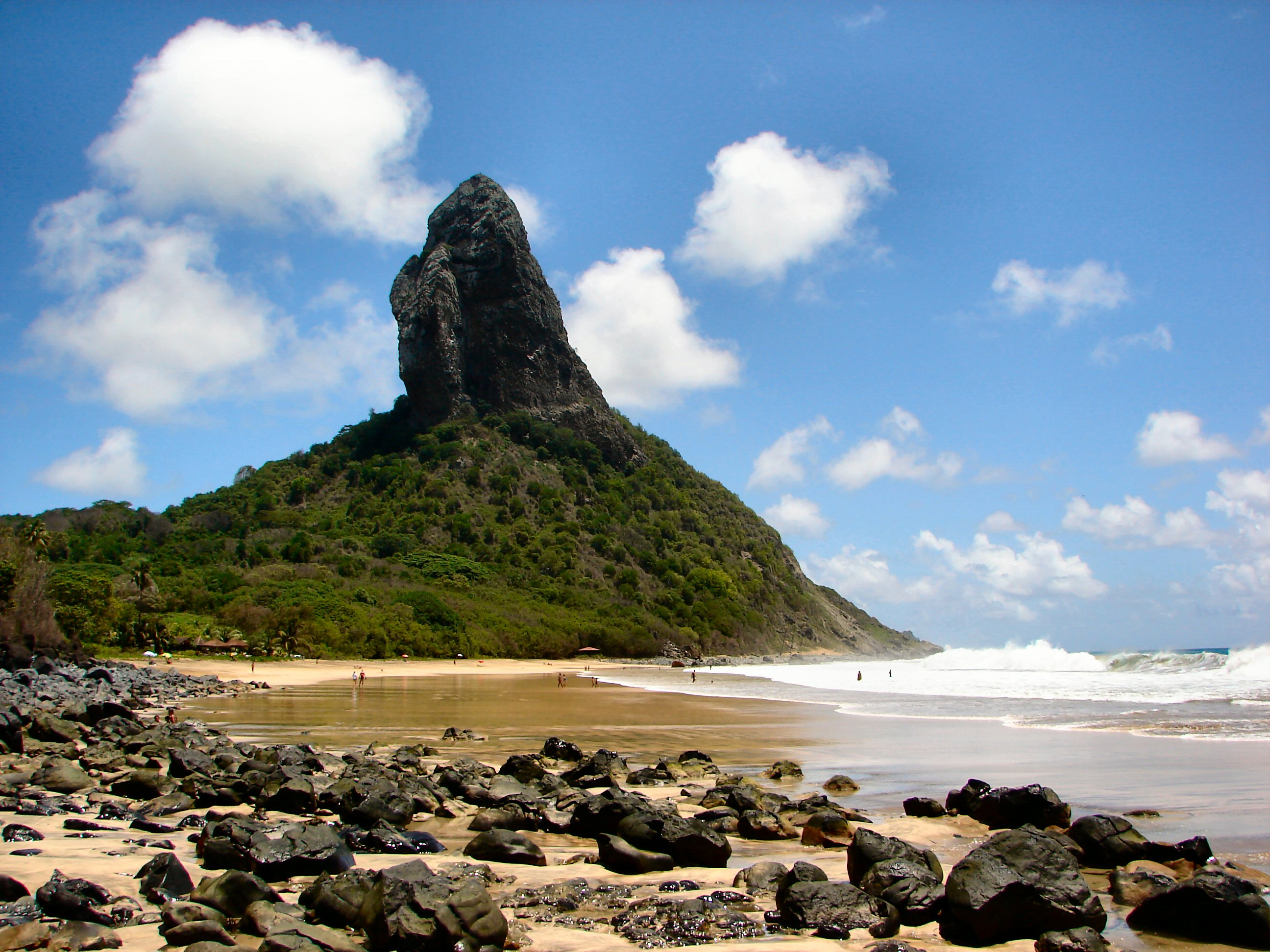
Vista do Morro do Pico em Fernando de Noronha

Durante escavações realizadas em 1973, o ornitólogo americano Storrs L. Olson encontrou fósseis de um rato moderadamente grande em Fernando de Noronha, que foram descritos como um novo gênero e espécie em uma publicação de 1999. O material está agora no Museu Nacional de História Natural dos Estados Unidos em Washington, D.C., e no museu da Pontifícia Universidade Católica do Rio Grande do Sul em Porto Alegre, Rio Grande do Sul. O nome do gênero, Noronhomys, combina o nome da ilha de Fernando de Noronha com a palavra grega antiga μῦς mys "rato" e o epíteto específico, vespuccii, homenageia Américo Vespúcio. Noronhomys seria maior que o rato-preto (R. rattus), que era comum em navios e com o qual Vespúcio estaria familiarizado, consistente com sua descrição de "ratos muito grandes".
|  | Noronhomys vespuccii                                                            |
|  |                                                                                 |
|  | \| \| Holochilus brasiliensis \| \| \| \| \| \| Holochilus sciureus \| \| \| \| |
|  |                                                                                 |
|  | Holochilus brasiliensis                                                         |
|  |                                                                                 |
|  | Holochilus sciureus                                                             |
|  |                                                                                 |

|  | Holochilus brasiliensis |
|  |                         |
|  | Holochilus sciureus     |
|  |                         |

|  | Noronhomys vespuccii                                                            |
|  |                                                                                 |
|  | \| \| Holochilus brasiliensis \| \| \| \| \| \| Holochilus sciureus \| \| \| \| |
|  |                                                                                 |
|  | Holochilus brasiliensis                                                         |
|  |                                                                                 |
|  | Holochilus sciureus                                                             |
|  |                                                                                 |

|  | Holochilus brasiliensis |
|  |                         |
|  | Holochilus sciureus     |
|  |                         |

|  | Noronhomys vespuccii                                                            |
|  |                                                                                 |
|  | \| \| Holochilus brasiliensis \| \| \| \| \| \| Holochilus sciureus \| \| \| \| |
|  |                                                                                 |
|  | Holochilus brasiliensis                                                         |
|  |                                                                                 |
|  | Holochilus sciureus                                                             |
|  |                                                                                 |

|  | Holochilus brasiliensis |
|  |                         |
|  | Holochilus sciureus     |
|  |                         |

|  | Noronhomys vespuccii                                                            |
|  |                                                                                 |
|  | \| \| Holochilus brasiliensis \| \| \| \| \| \| Holochilus sciureus \| \| \| \| |
|  |                                                                                 |
|  | Holochilus brasiliensis                                                         |
|  |                                                                                 |
|  | Holochilus sciureus                                                             |
|  |                                                                                 |

|  | Holochilus brasiliensis |
|  |                         |
|  | Holochilus sciureus     |
|  |                         |

|  | Noronhomys vespuccii                                                            |
|  |                                                                                 |
|  | \| \| Holochilus brasiliensis \| \| \| \| \| \| Holochilus sciureus \| \| \| \| |
|  |                                                                                 |
|  | Holochilus brasiliensis                                                         |
|  |                                                                                 |
|  | Holochilus sciureus                                                             |
|  |                                                                                 |

|  | Holochilus brasiliensis |
|  |                         |
|  | Holochilus sciureus     |
|  |                         |

|  | Noronhomys vespuccii                                                            |
|  |                                                                                 |
|  | \| \| Holochilus brasiliensis \| \| \| \| \| \| Holochilus sciureus \| \| \| \| |
|  |                                                                                 |
|  | Holochilus brasiliensis                                                         |
|  |                                                                                 |
|  | Holochilus sciureus                                                             |
|  |                                                                                 |

|  | Holochilus brasiliensis |
|  |                         |
|  | Holochilus sciureus     |
|  |                         |

|  | Noronhomys vespuccii                                                            |
|  |                                                                                 |
|  | \| \| Holochilus brasiliensis \| \| \| \| \| \| Holochilus sciureus \| \| \| \| |
|  |                                                                                 |
|  | Holochilus brasiliensis                                                         |
|  |                                                                                 |
|  | Holochilus sciureus                                                             |
|  |                                                                                 |

|  | Holochilus brasiliensis |
|  |                         |
|  | Holochilus sciureus     |
|  |                         |

|  | Noronhomys vespuccii                                                            |
|  |                                                                                 |
|  | \| \| Holochilus brasiliensis \| \| \| \| \| \| Holochilus sciureus \| \| \| \| |
|  |                                                                                 |
|  | Holochilus brasiliensis                                                         |
|  |                                                                                 |
|  | Holochilus sciureus                                                             |
|  |                                                                                 |

|  | Holochilus brasiliensis |
|  |                         |
|  | Holochilus sciureus     |
|  |                         |

Noronhomys é membro da tribo Oryzomyini, que inclui mais de cem espécies distribuídas principalmente na América do Sul, incluindo ilhas próximas como as ilhas Galápagos e algumas das Antilhas. Oryzomyini é uma das várias tribos reconhecidas dentro da subfamília Sigmodontinae, que abrange centenas de espécies encontradas em toda a América do Sul e no sul da América do Norte. Sigmodontinae é a maior subfamília da família Cricetidae, cujos outros membros incluem lêmingues, hamsteres e ratos-cervos, principalmente da Eurásia e América do Norte.

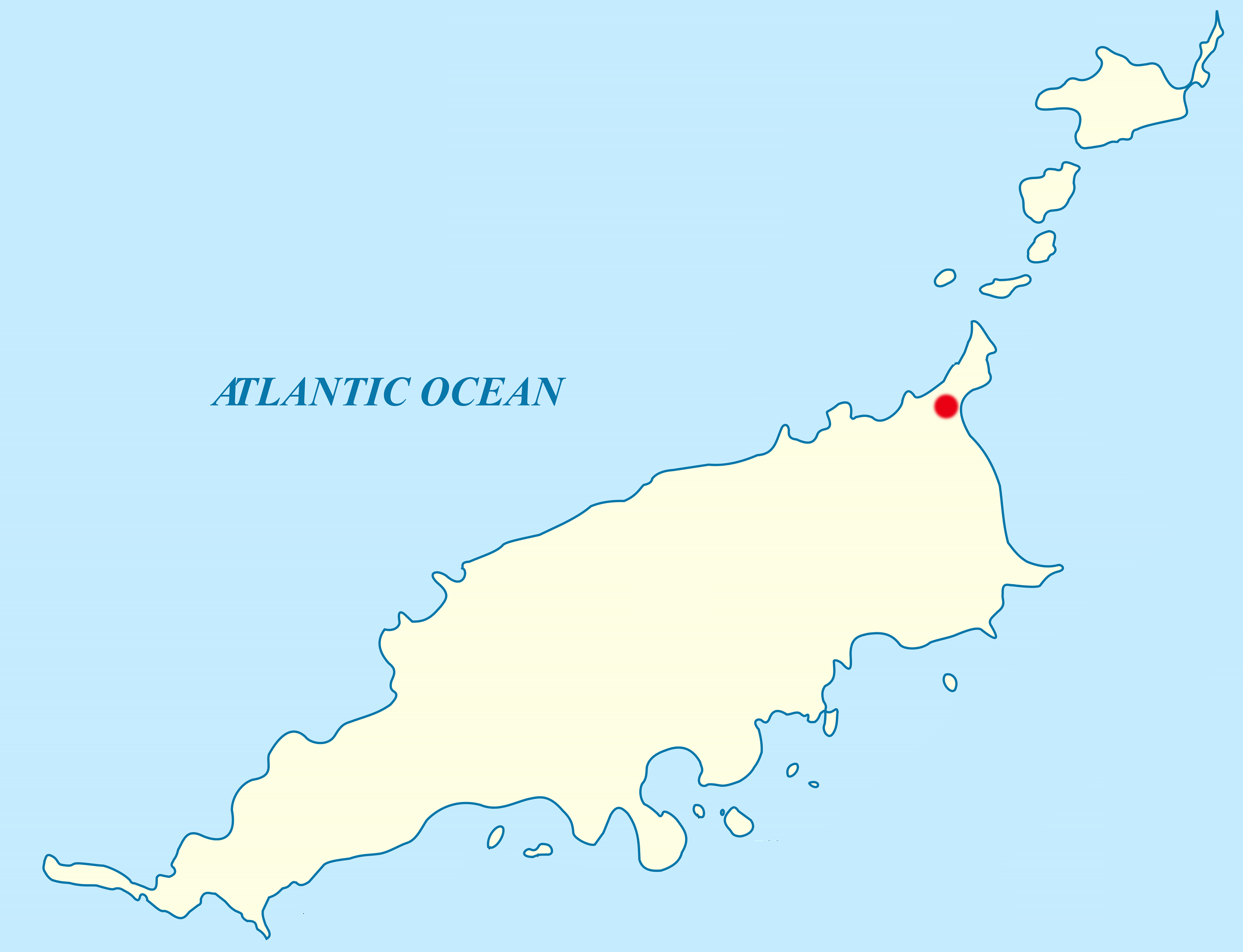
Mapa do arquipélago de Fernando de Noronha, mostrando o sítio fóssil onde restos de Noronhomys foram encontrados (em vermelho).

Carleton e Olson realizaram uma comparação detalhada de Noronhomys com membros dos gêneros continentais Holochilus e Lundomys com base em morfologia geral e dados morfométricos, concluindo que o rato de Fernando de Noronha é distinto de ambos os animais. Eles usaram uma análise cladística para examinar suas relações dentro de Oryzomyini, incluindo também duas espécies de Holochilus, Lundomys e cinco outros orizomíneos. Descobriram que Noronhomys parecia mais próximo de Holochilus, com Lundomys mais distantemente relacionado. Dezoito caracteres compartilhados (sinapomorfias) suportaram o agrupamento de Noronhomys com Holochilus. Outra forma descrita como uma espécie de Holochilus, Holochilus primigenus, também pode estar relacionada, mas provavelmente está fora do clado Holochilus–Noronhomys.
Em 1998, um fóssil fragmentário de outra espécie desse grupo de orizomíneos foi encontrado no leste da Argentina. Inicialmente identificado como uma possível segunda espécie de Noronhomys com base na presença de uma crista no primeiro molar superior, o mesolofo, mas o espécime é diferente do rato de Noronha em outros aspectos, e em 2008 foi descrito como um novo gênero e espécie, Carletonomys cailoi, relacionado a Noronhomys e gêneros associados.

## Descrição

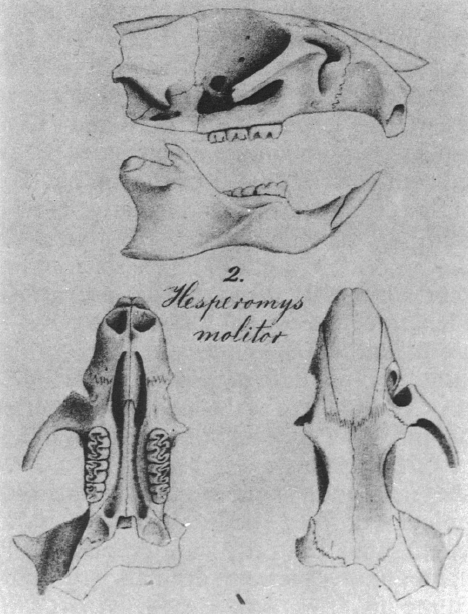
O crânio do Lundomys molitor é semelhante ao de Noronhomys. (A mandíbula ilustrada não é de um Lundomys.)

N. vespuccii é conhecido por fragmentos ósseos, incluindo cinco crânios, danificados em vários graus, e muitos maxilares e outros ossos isolados. Esse material documenta que, com um crânio de cerca de 4 cm (comprimento occipitonasal), Noronhomys era um orizomíneo moderadamente grande, menor que Lundomys, mas dentro da faixa de Holochilus. Ele compartilha várias características que caracterizam o grupo de Holochilus e gêneros relacionados, incluindo uma redução na complexidade da superfície de mastigação dos molares, poços palatais posterolaterais simples (perfurações do palato perto do terceiro molar), e uma região interorbital do crânio de forma semelhante. Noronhomys é distinto, entre outros caracteres, pela ausência de um processo espinhoso na placa zigomática, a porção frontal achatada do arco zigomático (maçã do rosto); o palato curto, que não se estende atrás dos terceiros molares; e a presença de uma crista acessória, o mesolofo, nos molares superiores.
A análise de dados morfométricos do material conhecido de Noronhomys sugere que o crescimento continuava em adultos — quanto mais velho o animal, maior a profundidade da mandíbula e o tamanho do incisivo inferior — e não fornece evidências de diferença de tamanho entre machos e fêmeas. A forma do crânio é marcadamente diferente de Holochilus e Lundomys, resultando em uma clara separação de ambos os táxons em análises estatísticas de dados de medição. Em três indivíduos medidos, o comprimento occipitonasal, uma medida do comprimento do crânio, varia de 38.0 a 39.2 mm, com média de 38.5 mm. A largura da caixa craniana é de 13.4 a 14.8 mm, com média de 14.1 mm. Entre os primeiros molares, a largura do palato é 8.1 a 8.9 mm em quatro espécimes, com média de 8.4 mm. Os molares inferiores têm um comprimento total de 7.57 a 8.29 mm, com média de 8.0 mm, em 39 espécimes com fileiras de molares intactas. O fêmur (osso da coxa) tem 32.5 a 41.0 mm de comprimento em nove espécimes, com média de 36.5 mm. Carleton e Olson estimaram que a massa corporal em Noronhomys era semelhante à de algumas populações do vivente Holochilus sciureus em cerca de 200 a 250 g.

### Crânio
O crânio é achatado em sua forma geral. A parte frontal é curta e larga. A ampla região interorbital (localizada entre os olhos) tem formato de ampulheta, com bordas quadradas e pouco desenvolvidas. Uma crista pós-orbital está presente, obscurecendo a sutura (junção) entre os ossos frontal e esquamosal, uma característica compartilhada apenas com Holochilus entre os orizomíneos. A caixa craniana é quadrada. O osso interparietal é largo, mas não alcança os esquamosais nas laterais. Os arcos zigomáticos, que são bem desenvolvidos, estão mais afastados na parte traseira e convergem para a frente. O osso jugal é pequeno.
A margem posterior da placa zigomática está localizada perto da frente do primeiro molar superior. Os forames incisivos não se estendem entre os molares. Diferentemente de Holochilus e Lundomys, o palato é plano, sem uma crista distinta na linha média. As fossas parapterigoideas, localizadas atrás do palato ao nível dos molares, são escavadas um pouco acima do nível do palato. Uma estrutura do osso alisfenoidal está presente, separando duas aberturas no crânio, o forame mastigatório-bucinador e o forame oval acessório. A fenestra subesquamosal, uma abertura na parte traseira do crânio determinada pela forma do esquamosal, está presente, mas pequena. O esquamosal provavelmente não possui um processo suspensório que contata o teto da cavidade timpânica, um caráter definidor dos orizomíneos.
A mandíbula (maxilar inferior) é robusta. As duas cristas massetéricas, que ancoram alguns dos músculos mastigatórios, estão unidas como uma única crista por uma porção de seu comprimento e se estendem para frente até um ponto abaixo do primeiro molar. O processo capsular, uma elevação do osso mandibular na extremidade posterior do incisivo inferior, é bem desenvolvido.

### Dentes
Nos incisivos superiores, as bordas de mastigação estão localizadas atrás do plano vertical dos incisivos; assim, eles são opistodontes. A microestrutura do esmalte do incisivo inferior foi relatada em um estudo de 2005. A porção interna (portio interna, PI) é muito mais espessa que a porção externa (portio externa, PE). A PI consiste em bandas de Hunter-Schreger [en], que são unisseriais (constituídas por um único prisma de esmalte), como em todos os roedores miomorfos. A PE consiste em esmalte radial, com prismas achatados que são quase paralelos à junção entre o esmalte e a dentina. A microestrutura é semelhante à de H. brasiliensis e exibe vários caracteres vistos apenas em Myomorpha.
Os molares são de coroa alta (hipsodontes) e planares, com as cúspides principais tão altas quanto as cristas que as conectam, uma configuração compartilhada apenas com Holochilus e Carletonomys entre os orizomíneos. Os primeiros molares são os mais longos, e os terceiros molares são mais longos, mas mais estreitos que os segundos molares. Os molares carecem de muitas cristas acessórias, incluindo o anterolofo no primeiro molar superior, o posterolofo no primeiro e segundo molar superior, e o anterolofídeo e mesolofídeo em todos os molares inferiores. O primeiro e o segundo molar superior têm um mesolofo curto, e a cúspide frontal do primeiro molar inferior, o anteroconídeo, encerra uma grande fossa interna. A maioria das dobras entre as cúspides e cristas está aberta nas margens dos molares, mas duas — o posteroflexídeo no segundo molar inferior e o entoflexídeo no terceiro molar inferior — são fechadas por uma parede, ou cíngulo, na margem interna do dente. Como na maioria dos orizomíneos, os molares superiores têm uma raiz na face interna (lingual) e duas na face externa (labial), e os molares inferiores têm uma única raiz na frente e atrás de cada molar; além disso, o primeiro molar superior tem outra raiz labial, e o primeiro molar inferior tem uma pequena raiz labial e geralmente também uma pequena raiz lingual localizada entre as raízes principais.

### Esqueleto pós-craniano
O forame entepicondilar está ausente, como em todos os membros da Sigmodontinae; se presente, como em alguns outros roedores, este forame (abertura) perfura a extremidade distal (distante) do úmero (osso do braço superior). A pelve e os ossos dos membros posteriores são fortemente construídos. O tubérculo femoral do acetábulo (parte da pelve), que ancora o músculo reto femoral, é reduzido em relação a Holochilus e Lundomys.

## Distribuição e origem

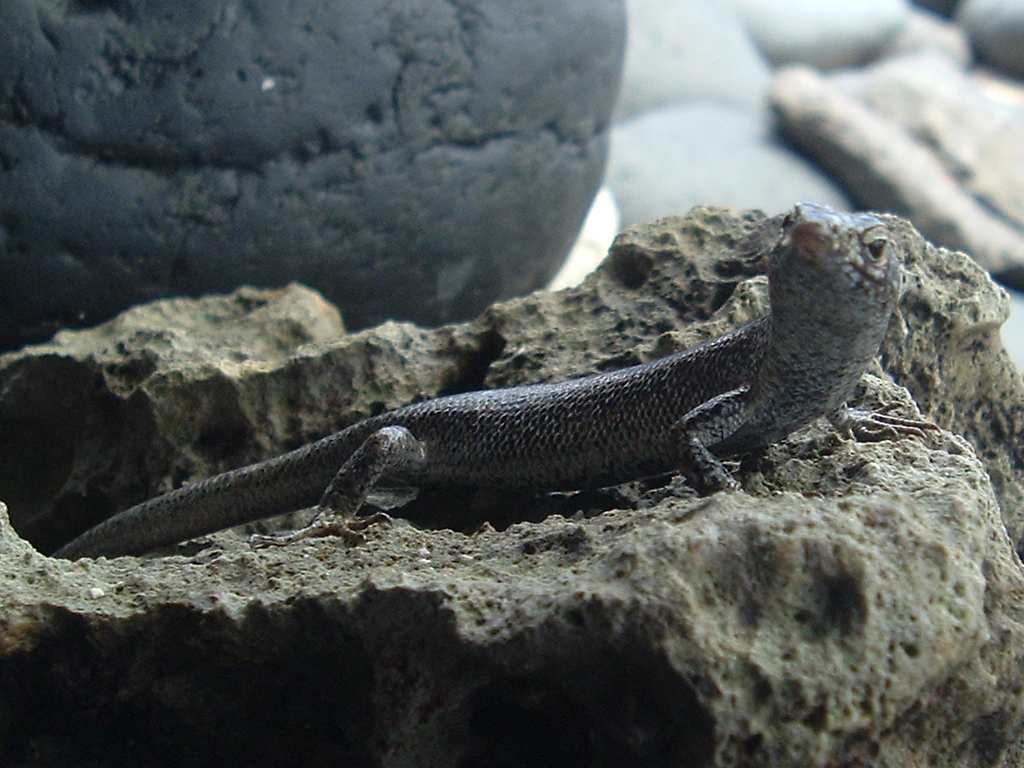
O lagarto Trachylepis atlantica, que ainda vive em Fernando de Noronha, é um dos poucos outros animais encontrados na ilha.

Noronhomys é conhecido apenas de Fernando de Noronha, um pequeno arquipélago de origem vulcânica ao largo do nordeste do Brasil, consistindo de uma ilha principal e várias ilhas menores associadas. A formação do arquipélago, que nunca esteve conectado ao continente, começou há cerca de 11 milhões de anos; o vulcanismo ativo cessou há cerca de 2 milhões de anos. Restos de Noronhomys foram encontrados em associação com restos de vários répteis, aves e caracóis, vários dos quais também são restritos ao arquipélago, em dunas de areia perto da ponta nordeste da ilha principal. A idade dos depósitos é desconhecida, mas é provavelmente do final do Holoceno, com no máximo alguns milhares de anos.
O ancestral de Noronhomys pode ter sido um animal semiaquático, semelhante aos viventes Holochilus ou Lundomys, que chegou a Fernando de Noronha por acaso em um tronco flutuante. A morfologia dos ossos dos membros em Noronhomys sugere que o animal não era semiaquático como seus parentes, mas terrestre, consistente com sua ocorrência em uma pequena ilha, onde riachos e poças são raros ou ausentes.

## Extinção
O relato de Vespúcio sugere que Noronhomys era comum quando a ilha foi visitada pela primeira vez, mas não foi encontrado pelos primeiros exploradores biológicos da ilha, que conduziram suas pesquisas no final do século XIX. O rato-preto e o camundongo doméstico (Mus musculus) introduzidos , que se tornaram muito comuns na ilha, podem tê-lo levado à extinção ao competir diretamente por comida, predar jovens Noronhomys ou transmitir doenças. Outros fatores que podem ter desempenhado um papel incluem a modificação de seu habitat, a introdução de predadores como gatos (Felis catus) e a predação por marinheiros visitantes. Esses mecanismos de extinção são comuns para espécies endêmicas de ilhas. Já em 1888, Henry Nicholas Ridley sugeriu que o rato que Vespúcio viu foi levado à extinção pelo rato-preto introduzido. A União Internacional para a Conservação da Natureza lista-o como "extinto".